# 嶺頂斷層
嶺頂斷層（英語：Lingding Fault）是位於台灣花蓮縣海岸山脈與花東縱谷平原之間的活動斷層，可能是左移斷層兼具逆移性質，呈北北東走向，由花蓮溪出海口的嶺頂岬向南延伸，經月眉至光復鄉東富村，長約30公里。在斷層上盤有一系列斷續出現的線狀崖，原被稱為月眉斷層。目前推測0403花蓮大地震有可能就是本斷層錯動而導致

## 總結與評估
嶺頂斷層位於海岸山脈西緣與臺東縱谷的交界，地表上並未發現斷層地形特徵，斷層可能被山麓沖積扇與沖積平原所掩覆，由GPS測量結果顯示斷層跡兩側明顯在垂直與水平的速度場有變化，暫列為第二類活動斷層。以往所稱的月眉斷層，是一些斷續的地形崖與小型斷層的總稱，這些小型斷層多位於都鑾山層中，其形成時間可能在山麓沖積扇形成之前，而嶺頂斷層可能是海岸山脈向西與向北運動所形成的前緣斷層。

## 影響

### 2018年花蓮地震
- 2018年2月6日23時50分42.6秒發生在台灣花蓮縣近海的一場地震，地震規模6.2。其中有一受災點（花蓮大橋）位於此斷層之上，該橋梁發生側移錯位約20公分[2][3][4]。不排除因米崙斷層活動，而誘發了嶺頂斷層活動，才造成慘重災情[5]。

### 2024花蓮地震
- 2024年4月3日7:58:09發生在台灣花蓮縣壽豐鄉的一場地震，芮氏規模7.1，25年來最強。花蓮地區整體水平位移43.8公分，高度抬升49.1公分。而許多漁港也抬升了約40～50公分的高度。[6][7]